# Wilhelm Guske
Wilhelm Guske (né le 25 novembre 1880 à Oberhausen et mort le 5 janvier 1957 à Pfronten) est un fonctionnaire prussien et homme politique allemand (SPD) ainsi que président du Front de fer à Coblence et combattant de la résistance contre le national-socialisme. En 1946, il est maire de Coblence pendant une courte période.

## Biographie
Guske est le fils de Karl Guske. Après l'école primaire, comme son père, il travaille dans une usine avant de devenir militaire. En 1911, il entre au service de la ville d'Essen en tant que candidat militaire et secrétaire municipal. En 1912, il se marie avec Friedel Jaenisch et l'année suivante nait son fils Heinz Ulrich. Pendant la Première Guerre mondiale, il redevient soldat et prend sa retraite en 1917 en raison d'une grave blessure.
Après que Guske ait terminé son Abitur en 1919 et soit devenu membre du SPD, il est élu maire de Berlin-Mahlsdorf. En 1921, il devient administrateur de l'arrondissement de Neustettin, puis l'année suivante administrateur de l'arrondissement de Mersebourg (de). Dans les années suivantes, il étudie le droit et les sciences politiques à l'Université de Halle. Il termine ses études en 1928 avec un doctorat. La même année, Guske devient directeur général de la société de règlement à but non lucratif de Bad Dürrenberg, où l'architecte Alexander Klein (de) construit un règlement de style Bauhaus. Guske reprend le poste de vice-président de la province de Rhénanie à Coblence en 1930. Il y est devient président du Front de fer la même année, et il est également actif dans le Reichsbanner Schwarz-Rot-Gold.
Après la prise du pouvoir par Adolf Hitler en 1933, le Front de fer est démantelé à Coblence. Guske est démis de ses fonctions de vice-président de la province de Rhénanie le 7 mars 1933 et mis en « détention préventive ». Déjà après le Coup de Prusse, il est mis à la retraite provisoire depuis le 4 octobre 1932. Plus tard, il est placé en détention préventive, on l'accuse d'abus de confiance pendant son travail à Bad Dürrenberg, mais il est libéré sous conditions. En 1936, après un long retard, la procédure pénale est jugée par le tribunal de district d'Erfurt (de), où même Walter Gropius de Londres est appelé comme témoin. Le procès se termine par une condamnation pour abus de confiance.
Après une longue période de chômage, Guske réussit à retrouver un emploi à Berlin en 1938 en tant que conseiller juridique interne d'une entreprise. Son fils unique meurt en 1940 pendant la Seconde Guerre mondiale. Après la fin de la guerre, il devient syndic de l'arrondissement de Bernau (de).
Après la mort soudaine du maire de Coblence, Wilhelm Kurth, Guske est nommé son successeur le 1er juin 1946, après l'approbation du gouverneur militaire français, Marie-Pierre Kœnig. Il met en place un programme en 15 points pour reconstruire et approvisionner la ville. C'est au cours de son bref mandat qu'a lieu, le 1er juin 1946, la réouverture du théâtre, qui a été fermé en août 1944 et qui a été l'un des rares bâtiments du centre-ville à être resté en grande partie intact lors des raids aériens (de). Lors des premières élections municipales libres du 15 septembre 1946, la CDU est arrivée en tête à Coblence. L'ancien maire Josef Schnorbach (de) prend ses fonctions de maire de Coblence le 22 septembre 1946. Guske part pour la Hesse en tant que conseiller ministériel au ministère de la libération politique sous Gottlob Binder (de), avant de prendre sa retraite en 1948. Il passe les dernières années de sa vie à Pfronten dans l'Allgäu.